# Enyalius brasiliensis
Espèce
Synonymes
- Lophurus brasiliensis Lesson, 1830

Enyalius brasiliensis est une espèce de sauriens de la famille des Leiosauridae.

## Répartition
Cette espèce se rencontre :
- dans le sud-est du Brésil dans les États d'Espírito Santo, du Minas Gerais, de Rio de Janeiro et de Santa Catarina ;
- dans le nord-est de l'Uruguay.

## Taxinomie
La sous-espèce Enyalius brasiliensis boulengeri a été élevée au rang d'espèce par Rodrigues, Viña Bertolotto, Amaro et Yonenaga-Yas en 2014.

## Étymologie
Son nom d'espèce, composé de brasili et du suffixe latin -ensis, « qui vit dans, qui habite », lui a été donné en référence au lieu de sa découverte, le Brésil.

## Publication originale
- Lesson, 1830 : Description de quelques reptiles nouveaux ou peu connus. Voyage autour du monde : exécuté par ordre du roi, sur la corvette de Sa Majesté, la Coquille, pendant les années 1822, 1823, 1824, et 1825, vol. 2, no 1, p. 1-65, Arthur Bertrand, Paris.